# Обухівська селищна територіальна громада
Обухівська селищна територіальна громада — територіальна громада в Україні, в Дніпровському районі Дніпропетровської області, з адміністративним центром у селищі міського типу Обухівка.

## Загальна інформація
Площа території громади — 142,48 км², чисельність населення — 11 874 особи, з них: міське — 10 395 осіб, сільське — 1479 осіб (2019 р.).

## Населені пункти
До складу громади увійшли смт Миколаївка, Обухівка та село Горянівське.

## Історія
Створена у 2019 році, на територіях Дніпровського та Петриківського районів, шляхом об'єднання Миколаївської селищної ради Петриківського району та Обухівської селищної ради Дніпровського району Дніпропетровської області.
Відповідно до постанови Верховної Ради України № 807-IX від 17 липня 2020 року «Про утворення та ліквідацію районів», громада увійшла до складу новоствореного Дніпровського району.